# 阿科拉
阿科拉是印度马哈拉施特拉邦阿科拉縣北部的一座城市。位於該邦首府孟買以東580公里，並且在納格普爾以西250公里。